# Ode to My Family
Ode to My Family – ballada rockowa irlandzkiej grupy The Cranberries, pochodząca z albumu No Need to Argue. Pod koniec 1994 roku została wydana na singlu.

## Lista utworów
1. „Ode to My Family”
2. „So Cold in Ireland”
3. „No Need to Argue” (live on the „Later with Jools Holland” BBC TV Programme)
4. „Dreaming my Dreams” (live on the „Later with Jools Holland” BBC TV Programme)